# Введенский, Павел Иванович
Павел Иванович Введенский (укр. Павло Іванович Введенський; 29 июня 1887, Бутрово, Брянская область — 1977, Харьков) — советский украинский учёный, химик-технолог, профессор. Заведующий кафедрой химической технологии и декан химического факультета в Харьковском инженерно-экономическом институте. Занимался проблемами основного химического и коксохимического производств, технологии химической промышленности, проектирования и реконструкции предприятий химической промышленности. Во время немецкой оккупации Харькова был научным руководителем Объединённого института химии и саботировал его деятельность.

## Биография
Павел Введенский родился 29 июня 1887 года в селе Бутрово на территории современной Брянской области в семье священника. Учился на химическом отделении Императорского московского технического училища, которое окончил в 1914 году с получением квалификационного звания инженера-технолога. В мае того же года возглавил строительство и оборудование химического завода при станции Хромпик на Урале, на эту должность его рекомендовала кафедра как лучшего студента.
Позже работал инженером металлургического завода в Енакиево. С 1915 года заведовал аммиачно-содовым заводом в Славянске («Красный химик»). В 1920 году, по состоянию здоровья, переехал в Новороссийск, где стал преподавать в местном индустриальном техникуме, в котором работал до 1926 года, когда переехал в Харьков. С марта того же года начал работать в трестах «Химуголь» и «Донсода», где последовательно занимал должности инженера, заведующего секцией содовых заводов, главного инженера и заместителя руководителя треста. В трестах Введенский занимался восстановлением производства на предприятиях, а потом реконструкцией и модернизацией производств на заводах, которые входили в состав трестов «Химуголь», «Укрхимоснов» и «Укрхим». В частности он занимался Донецким и Савянским содовыми заводами, Винницким, Константиновским и Одесским кислотно-туковыми заводами. Также Введенский участвовал в создании ряда новых предприятий, в частности Нового Славянского содового завода, заводов башенной и контактной серной кислоты, суперфосфата, хлорных цехов в Константиновке, Виннице, Одессе.
Параллельно он входил в состав Научно-технических советов Высшего совета народного хозяйства УССР, Украинского института прикладной химии, Всесоюзного института содовой промышленности, Научно-исследовательского института основной химии, Президиума и Совета НИТО химиков Харьковского отделения Всесоюзного химического общества им. Д. И. Менделеева, возглавлял секцию основной химической промышленности.
В 1929 году был приглашён преподавать курс «Процессы и аппараты производства содовых продуктов» на кафедре технологии неорганических веществ Харьковского технологического института. После преобразования института в Харьковский политехнический институт работал в должности доцента. В следующем году Введенский стал профессором Харьковского химико-технологического института, который был образован после реорганизации политехнического института. Продолжил работать в институте до 1937 года, одновременно, с 1933 года работал в Харьковском инженерно-экономическом институте. Состоял на должностях преподавателя, а затем профессора кафедры химической технологии. В 1937 году перешёл на полную ставку, а в следующем году возглавил восстановленный химический факультет института и кафедру химической технологии. В 1939 году получил ученое звание профессора. Оставался в должности декана вплоть до 1941 года.
Во время Великой Отечественной войны остался в Харькове. После того как оккупационная власть объединила Институт прикладной химии и Угольно-химический институт в Объединённый институт химии, Введенский стал его научным руководителем. Директором был немецкий военный — лейтенант Кюн, профессор Боннского университета. Вместе с завхозом Раенко, Введенский спрятал от своего начальника платину, которая хранилась в институте. Также он саботировал научную работу института и отговаривал местных специалистов переезжать в Германию.
Вскоре после освобождения города и возобновления работы института 23-го августа 1943 года Введенский вернулся на должность заведующего кафедрой, на которой оставался до оставления института в 1958 году.
Во время войны Введенский был исполняющим обязанности директора Научно-исследовательского института химической технологии. Работал заместителем директора Украинского государственного института основной химии в середине 1940-х годов. С 1962 года работал в должности профессора-консультанта кафедры экономики промышленности и организации производства Украинского заочного политехнического института. Умер Павел Введенский в 1977 году в Харькове.
Павел Введенский был женат, его жена умерла во время немецкой оккупации Харькова. Их сын, во время Великой Отечественной войны, служил в рядах Красной Армии.

## Научная деятельность
Всего за период 1927—1970 годов Павел Введенский принимал участие в 45 научно-исследовательских и образовательных проектах в области технологии, организации, планирования производства продуктов основной химической и коксохимической промышленности и внедрения высшего профессионального образования. Среди прочего он был автором двух первых пятилетних планов развития содовой и хлорной промышленности в Украине, разработчиком и исполнителем проекта первого построенного в СССР содового завода, а также многих проектов реконструкции и строительства крупных заводов основной химии в Украине и СССР.
Директор Харьковского инженерно-экономического института Николай Дубинский характеризовал Введенского как большого специалиста в области химии и единственного специалист-содовика на УкраинеПавел Введенский исследовал технологические процессы производства соды, серной кислоты, аммиака, переработки и использования коксового газа; занимался проблемами основного химического и коксохимического производств, технологии химической промышленности, проектирования и реконструкции предприятий химической промышленности. Его трудами была основана научная школа технологии химического производства. Под его руководством кафедра химической технологии Харьковского инженерно-экономического института проводила исследования по технологии производства кальцинированной соды, каустика, серной кислоты и удобрений.

## Научное наследие
- «Вопросы использования коксового газа в качестве сырья для отдельных химических производств» (Харьков, 1957)[4].